# 물통
물통(-桶) 또는 수통(水桶), 물병(-甁), 워터 보틀(Water Bottle)은 물, 액체를 휴대하기 위해 이용되는 용기이다. 또한 물통을 사용하면 개인이 장소를 옮겨다니며 물, 음료 등을 마시고 휴대할 수 있다.
또한 물병은 일반적으로 플라스틱, 유리, 금속으로 이루어져 있으며, 물통은 각기 다른 모양, 색, 크기로 판매된다. 과거에 물통은 나무, 나무껍질, 동물 가죽으로 구성되었다. 또한 물통은 재사용이 가능하며, 재사용 가능한 물통은 주스, 아이스티, 술, 청량 음료와 같은 액체를 위해 사용할 수 있다.
쉽게 휴대 가능한 물통은 일반적으로 영양 표시를 포함하며 이용을 편리하게 해준다.

## 물통의 종류

### 일회성 플라스틱 물통
미국에서는 10년 넘게 꾸준히 물병 판매가 증가하였다. 2011년 110억 달러 이상의 미국 물통 제품이 소비되었다. IBWA(International Bottled Water Association)는 미국인들이 편리성과 휴대성을 위해 물통에 의존하는 일이 증가하고 있다고 언급한다.

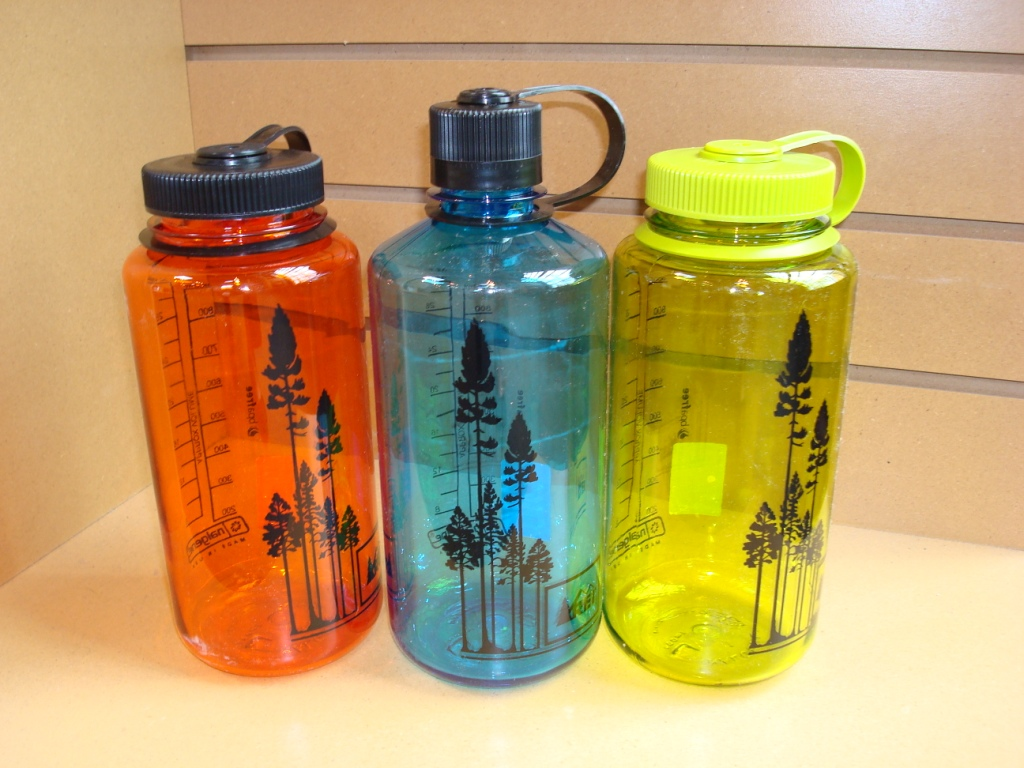
다용도 HDPE 물통
1갤런 페트병 물통

## 같이 보기
- 원터치캔
- 먹는샘물
- 플라스틱 오염